# Ritratto del Doge Giovanni Mocenigo
Il  Ritratto del Doge Giovanni Mocenigo è un dipinto a tempera su tavola attribuito a Gentile Bellini, databile tra il 1478 e il 1485 circa e conservato presso Museo Correr di Venezia.

## Storia
Della storia materiale dell'opera si conosce ben poco. Giunse nelle raccolte pubbliche della città di Venezia nel 1830 insieme al legato Correr. Dove e quando Teodoro Correr acquistò il dipinto non è noto. Probabilmente il ritratto fu eseguito da Gentile Bellini durante gli anni di governo del doge Giovanni Mocenigo (1478-1485).

## Descrizione e stile
Il soggetto ritrae il doge Mocenigo con gli abiti ufficiali propri del suo uffizio: il corno dogale e la stoffa d'oro ricamata a rilievo. Il doge è rappresentato di profilo e si staglia su di uno sfondo d'oro, il quale ha una forte valenza simbolica che va sottolineare le tangenze di costume e iconografiche tra Venezia e il mondo bizantino di Costantinopoli. 
Il ritratto, che risulta ancora legato a prototipi "tradizionali" distanti dalle soluzioni adottate da Giovanni Bellini per il Ritratto del doge Leonardo Loredan, spicca per la grande qualità della pittura. Un ritratto fatto "dal vero" che descrive l'uomo privato Giovanni Mocenigo e celebra quello pubblico, il doge.